# 바보는 피곤해지지 않는다
"바보는 피곤해지지 않는다"(A Fool Doesn't Get Tired)는 한국에서 제작된 서해영 감독의 2004년 영화이다. 한받 등이 주연으로 출연하였다.

## 출연

### 주연
- 한받
- 오민정
- 최정인